# Waiting for "Superman"
Waiting for "Superman" is een documentaire van Davis Guggenheim uit 2010. De film analyseert het falen van het openbare school-systeem in de Verenigde Staten, door diverse leerlingen te volgen in hun pogingen om toegelaten te worden op een "charter school", die gezien wordt als enige hoop op degelijk onderwijs. 
Aan woord komen de leerlingen en hun ouders/verzorgers; mensen als Bill Strickland en Geoffrey Canada, die met hun scholen bewezen hebben dat zelfs kinderen in de armste, meest uitzichtloze wijken in staat zijn tot zeer goede resultaten; Bill Gates, die via zijn stichting de Gates Foundation al jarenlang betrokken is op het gebied van onderwijs in de VS; Michelle Rhee, die als "Chancelor" van de District of Columbia Public Schools van 2007 tot 2010 bezig was met een rigoureuze renovatie van het openbare school-systeem; en anderen.
De film kreeg, ondanks de verhitte debatten die hij losmaakte, overwegend lovende kritieken. Zo kreeg hij een Rotten Tomatoes-waardering van 89%, en van de 16.429 publieksbeoordelingen op de site was 84% positief (september 2012).